# Katastrofa lotu Alaska Airlines 1866
Katastrofa lotu Alaska Airlines 1866 – katastrofa lotnicza, która wydarzyła się w miejscowości Haines Borough 4 września 1971 roku. Boeing 727 linii lotniczych Alaska uderzył w zbocze kanionu w Parku Narodowym Tongass na Alasce. Zginęło 111 osób – wszyscy na pokładzie. Była to najtragiczniejsza katastrofa w historii Stanów Zjednoczonych do 1975 roku.

## Samolot
Samolotem, który uległ katastrofie był 5-letni Boeing 727-100 należący do amerykańskich linii lotniczych Alaska Airlines z numerami rejestracyjnymi N2969G.

## Załoga
Tego dnia na pokładzie lotu 1866 znajdowało się 3 pilotów:
- Richard Adams (41 lat) – kapitan
- Leonard Beach (32 lata) – pierwszy oficer
- James Carson – drugi oficer

## Przebieg lotu
Lot 1866 przebiegał na trasie Anchorage – Cordova – Yakutat – Juneau – Sitka – Seattle. O 11:07 samolot wylądował w Yakutat. Maszyna szybko zatankowała, zabrała pasażerów i o 11:35 wystartowała na lot do Juneau. Planowo samolot miał lecieć do Sitka, lecz załoga nieco zeszła z kursu. Podczas wznoszenia na wysokości 2500 stóp o godzinie 12:15 włączył się alarm informujący o bliskości z ziemią. Przed oknami kokpitu pojawiło się zbocze góry. Kapitan Adams ustawił przepustnicę na pełną moc i próbował uratować samolot, jednak maszyna z prędkością 400 km/h uderzyła w zbocze góry zabijając wszystkich pasażerów i członków załogi.

## Przyczyny katastrofy
Po ponad rocznym dochodzeniu, NTSB wydało oficjalny raport, w którym podało, że przyczyną katastrofy lotu 1866 była awaria urządzeń nawigacyjnych, która spowodowała zejście maszyny z planowanego kursu oraz zejście poniżej bezpiecznej wysokości podejścia.